# Twój Szczęśliwy Numerek
Twój Szczęśliwy Numerek – gra liczbowa organizowana przez Totalizator Sportowy w latach 1998-2010. Pierwsze losowanie tej gry miało miejsce 2 kwietnia 1998. Polegała na skreśleniu pięciu liczb, jednej ze zbioru 36 liczb oraz 4 ze zbioru 45 liczb. W Twoim Szczęśliwym Numerku już przy trafieniu jednej liczby - „Twojego Szczęśliwego Numerka” wypłacana była wygrana (VII stopnia). Największa wygrana (I stopnia) była wtedy, gdy poprawnie wytypowany został „Twój Szczęśliwy Numerek” oraz wszystkie 4 pozostałe liczby. Do losowania wyników tej gry używane były dwie maszyny losujące. Losowania gry odbywały się najpierw 4 razy w tygodniu – w poniedziałki, wtorki, czwartki, piątki, a od 13 października 2008 3 razy w tygodniu – w poniedziałki, środy i piątki.
W dniu 8 marca 2010 odbyło się ostatnie losowanie Twojego Szczęśliwego Numerka. Loteria została zakończona z powodu najniższej sprzedaży wśród innych gier Totalizatora Sportowego. W przypadku braku wygranych pierwszego stopnia pula miała zostać podzielona na wygrane mniejszych stopni. Tak też się stało – w "pożegnalnym" losowaniu przy braku wygranych I stopnia wygrane pozostałych stopni były znacznie wyższe niż zwykle osiągane w tej grze.
Miesiąc po zakończeniu loterii, 8 kwietnia 2010 rozpoczęto sprzedaż podobnej, lecz nieco zmodyfikowanej w stosunku do TSN gry liczbowej o nazwie Joker.

## Największe wygrane
Najwyższa wygrana w Twoim Szczęśliwym Numerku wyniosła 	5 689 983,80 zł i padła 7 października 2009 w Warszawie.